# パーナさん事件

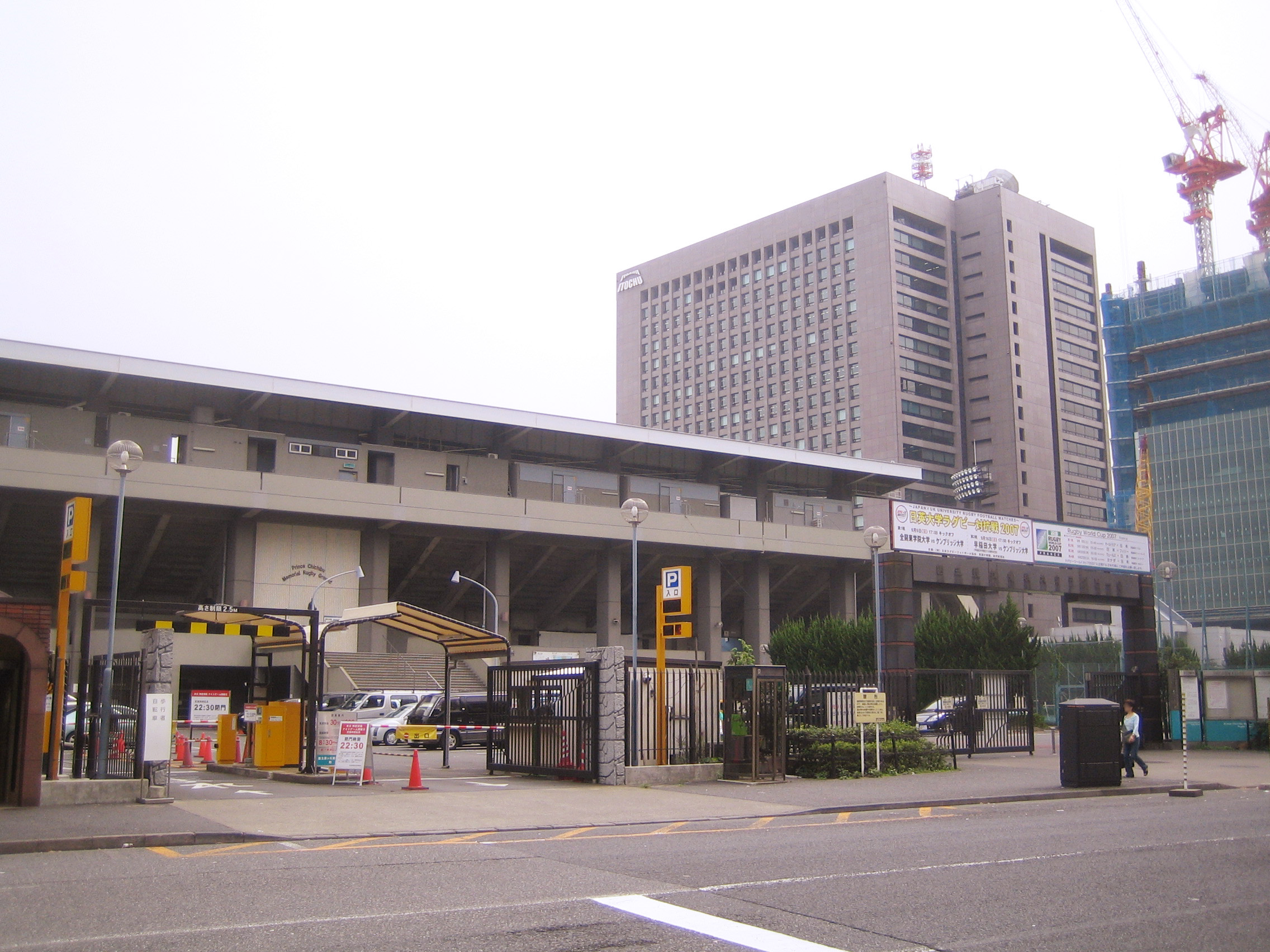
2013年7月27日にコンサートが開かれた秩父宮ラグビー場

パーナさん事件（パーナさんじけん）は、2013年7月27日に東京都港区の秩父宮ラグビー場で開催されたアイドルグループ・NEWSの屋外コンサートが悪天候により中止され翌日に順延となった後に発生した一連の騒動である。多数の来場者が体調不良を訴え一部は病院に緊急搬送されたほか、翌日に順延されたことで多くの来場者が会場近くで夜を明かし、これに関してさまざまなトラブルの情報やデマがインターネットに流れた。
事件名については「パーナさん事件」「『パーナさん』事件」「パーナさん騒動」などの表記がある。
なお、パーナとは、NEWSのファンの俗称（ファンネーム）である。由来は2012年に発表されたNEWSのシングル「チャンカパーナ」。これは「愛しい人」という意味の造語であるが、NEWSのファンを表す単語として当時ファンの間で使用されていた。

## 経過

### コンサート中止と体調不良者の続出
2013年7月27日に秩父宮ラグビー場にてNEWSの屋外コンサートが開催された。同日午後6時より開演したものの、激しい雷雨に見舞われたことから、同日午後7時45分に主催者側より翌日順延することが発表された。
会場に集まった3万5000人のうち一部来場者が雨に濡れて低体温症となったり、順延にショックを受けたことによる過呼吸など体調不良を訴えた。会場でも体調不良者へ手当てが行われ、さらに一部の来場者は病院へも運ばれた。その後の東京消防庁の発表によれば、低体温症や順延のショックで体調不良を訴えた来場者は87名に達し、そのうち41名は病院へ救急搬送された。いずれも軽症で、重症者は出なかった。

### 宿泊に関する騒動
コンサートは翌日に順延されたが、遠隔地からの来場者の一部は宿泊先を確保していなかったため、翌日のコンサートを見ることを選択した来場者は急遽宿泊先を探すこととなった。
宿泊場所を探す来場者の中の一部が、27日夜半よりツイッター（現・X）において自分を一晩泊めてくれる人を募り始めた。それに呼応し、他のジャニーズファンから、泊めてもかまわないとするメッセージも次々と投稿されることとなった。その後、自宅に来場者を実際に宿泊させたと名乗る者から、挨拶や礼も言わずに不平不満を漏らされたり、飼い猫に文句をつけたり、寿司でもてなそうとしても断られる、といった対応を宿泊者にされたとするツイートがなされた。この投稿に対しては、善意で泊まらせた者へ同情するコメントが多数寄せられたものの、「パーナを悪く言うな」などと批判するコメントも寄せられ、ツイッター上でのやり取りが繰り広げられた。
このような来場者の一部と思われる者からコンビニやスーパーなどの商店からの無償での食料提供や仮眠できる場所の提供、警察への宿泊先の無い来場者全員を保護などを求めるツイートがなされ、大げさな要望も散見されたことから、これらツイートに対して批判的なコメントも寄せられた。

### 虚偽情報の拡散
また、ツイッター上では宿泊先の無い来場者のために
- 国立競技場が開放された
- 警視庁や消防署なら宿泊させてもらえる

など、宿泊施設に関する虚偽の情報も流された。
さらにその後
- 「ナンパ車」や「レイプ車」などが「パーナ」を狙っている
- 「パーナ」が鋏で服を切り裂かれた
- 「パーナ」を襲撃しようとした男がいる
- 始発電車に乗る「パーナ」を狙って暴漢が待ち構えている
- 偽の警察官が出没している
- 過呼吸に効くと偽り「パーナ」に違法薬物を渡す者がいる
- 多数の「パーナ」が連れ去られた（以上出典:[1][14]）

など、宿泊先の無い来場者が犯罪に巻き込まれているという真偽不明の情報がツイッター上に投稿され始めた。さらに、このような情報がツイッターで次々と拡散されたため、根拠のない情報が独り歩きする事態となった。また、この情報を拡散しない人も加害者に等しいというような文章も虚偽のツイートに添えられてたことから、これらのデマはチェーンメールのように広まっていった。このような情報に対して、「何のために税金を払っているのか」と憤ったうえで、警察への批判をする者も現れた。さらには、拉致されそうになっていた「パーナ」たち21名を救出したと豪語する者まで出現した。
最終的には、J-CASTニュースが実際のトラブルの有無について警視庁広報課に問い合わせたところ、「そのような事実は把握していない」と回答している。なお、翌日7月28日に順延されたコンサートは予定通り開催され、会場の3万5000席はほぼ満員だった。

## 反響

### 拡散
多数のフォロワーを抱える著名人（インフルエンサー）が引用発信したことでデマの拡散を招き、騒ぎをいっそう大きくしてしまった。「一般人の声をむやみに拡散するのは、芸能人として少々考えもの」と一部報道関係者は懸念を示した。

### 識者
この騒動について、ネットニュース編集者の中川淳一郎は「『何かを書き込むことによって、いいことをした気分になる』という自己満足が横行した」と指摘したうえで「現代社会のデマは瞬時に広がるから注意が必要」と呼びかけている。また、エッセイストの能町みね子は、ツイッターで出回ったデマの内容について「根拠がなさすぎる」と断じたうえで、「便利な道具があってもアタマがついていかないと、関東大震災頃のような低レベルなデマが飛び交うんだなあ」と評している。

### メディア
『R25』は、2013年を代表する新語の一つとして「パーナ」を選出した。「パーナ」自体は2013年以前に生まれた言葉であるが、同誌はあえて選出した理由としてパーナさん事件を挙げており、これをきっかけとして日本社会において「一気に『パーナ』の名称が広まった」と指摘している。
『週刊文春』は、2013年を代表する十大ネット炎上事件として「『パーナさん』事件」を選出した。ジェイ・キャストは、2013年を回顧する記事でジャニーズ事務所に所属するアイドルのファンである「ジャニヲタ」を取り上げ、「ジャニヲタの間でよくデマが回ってるのを見る」と述べ、その一例としてこの騒動を指摘した。
NEWSポストセブンは、NEWSに限らないジャニーズファン同士のマナーの問題と関連づけて「もちろん、あの事件については、自分もNEWSのファンとして恥ずかしいと思う。でも、すべてのジャニーズファンが世間知らずなわけではないんです」というNEWSファンの声を取り上げていた。